# 1994 en droit
Cet article présente les faits marquants de l'année 1994 en droit.

## Évènements

### Janvier
- 1er janvier, Québec : entrée en vigueur du nouveau Code civil du Québec.

### Février
- 17 février, Belgique : promulgation de la Constitution de la Belgique révisée. D'État unitaire, la Belgique, devient un État fédéral.

### Mars
- 1er mars, France : abrogation du Code pénal de 1810. Il est remplacé par un nouveau Code pénal.

### Août
- 4 août, France : la loi nº 94-665 relative à l'emploi de la langue française, plus connue sous le nom de loi Toubon, est destinée à protéger le patrimoine linguistique français.

- 16 août, Côte d'Ivoire : la loi nº 94-438 crée un Conseil constitutionnel.